# Выборы в Конституционное собрание Сальвадора (1961)
Выборы в Конституционное собрание Сальвадора проходили 17 декабря 1961 года. Союз демократических партий был коалицией Партии обновляющего действия, Христианско-демократической партии и Социал-демократичской партии. В результате Национальная коалиционная партия получила все 54 места собрания.

## Результаты
| Партия                             | Голоса  | %    | Места |
| ---------------------------------- | ------- | ---- | ----- |
| Национальная коалиционная партия   | 207 701 | 60,1 | 54    |
| Союз демократических партий        | 64 916  | 18,8 | 0     |
| Партия национального действия      | 49 300  | 14,3 | 0     |
| Настоящая конституционная партия   | 23 665  | 6,8  | 0     |
| Недействительных/пустых бюллетеней |         | -    | -     |
| Всего                              | 345 582 | 100  | 54    |
| Источник: Nohlen                   |         |      |       |